# Martin Ševc
Martin Ševc, född den 23 september 1981 i Kladno i Tjeckoslovakien, är en tjeckisk professionell ishockeyspelare som spelar för HC Bílí Tygři Liberec i Extraliga. Han har tidigare spelat för Färjestad BK och Skellefteå AIK.

## Karriär
Ševc inledde sin professionella ishockeykarriär i HC Kladno i tjeckiska högstaligan säsongen 2001/02. I januari 2006 värvades Ševc tillsammans med landsmannen Pavel Patera till Färjestad BK, efter att det stod klart att HC Kladno skulle missa slutspel. Redan första säsongen tog han SM-guld med Karlstad-klubben efter att Färjestad slagit Frölunda HC med 4-2 i matcher.
Ševc återvände säsongen efter till sin moderklubb HC Kladno. Han gjorde stor succé under säsongen då han gjorde sammanlagt 23 poäng (varav 17 mål) på 52 matcher i Kladno, vilket innebar flest mål av alla försvarare i ligan under grundserien. Han gjorde därefter en kort sejour i EHC Basel i schweiziska Nationalliga A. Tiden i Kladno varade dock inte mer än i två säsonger innan Ševc återigen skrev på för Färjestad inför säsongen 2008/09. Han vann ännu ett SM-guld med klubben och var en av lagets nyckelspelare, då han var den spelaren med bäst plus/minus-statistik under grundserien och slutspelet.
Ševc skrev på för HK Dinamo Minsk i Kontinental Hockey League (KHL) 2009, men på grund av brist på speltid valde han att återvända till Färjestad inför säsongen 2010/11. Efter två såsonger i Färjestad inledde han säsongen 2012/13 i HC Škoda Plzeň i tjeckiska ligan, men i oktober skrev han på för Skellefteå AIK i svenska elitserien. I Skellefteå fick Ševc för fjärde gången lyfta Le Mat-pokalen, då han var starkt bidragande till klubbens andra SM-guld.
I maj 2013 skrev Ševc på för HC Lev Prag i KHL, men efter bara en säsong där återvände han till Sverige och Skellefteå.